# Льянканело (озеро)
Озеро Льянканело (ісп. Laguna de Llancanelo) — водно-болотне угіддя площею 650 км2, розташований у департаменті Маляргве на півдні провінції Мендоса, Аргентина, за 75 км від міста Маляргве, на висоті 1280 м над середнім рівнем моря, в посушливому регіоні поблизу Анд на межі між регіонами Куйо та Патагонією.
Озеро Льянканело є природним заповідником провінції. Тут живуть різні види птахів, у тому числі фламінго, чорношиї лебеді, чаплі та качки. Озеро також є територією Рамсарської конвенції (RS № 759) з 8 листопада 1995 року.